# Imer Aliu
Imer Aliu (mac. Имер Алиу; ur. 26 marca 1977 w Tetowie) – północnomacedoński polityk i prawnik pochodzenia albańskiego. Absolwent Uniwersytetu Europy Południowo-Wschodniej, w latach 2011–2014 deputowany do Zgromadzenia Republiki Macedonii Północnej z ramienia Demokratycznej Partii Albańczyków.